# Otto & Kaiser

Logo

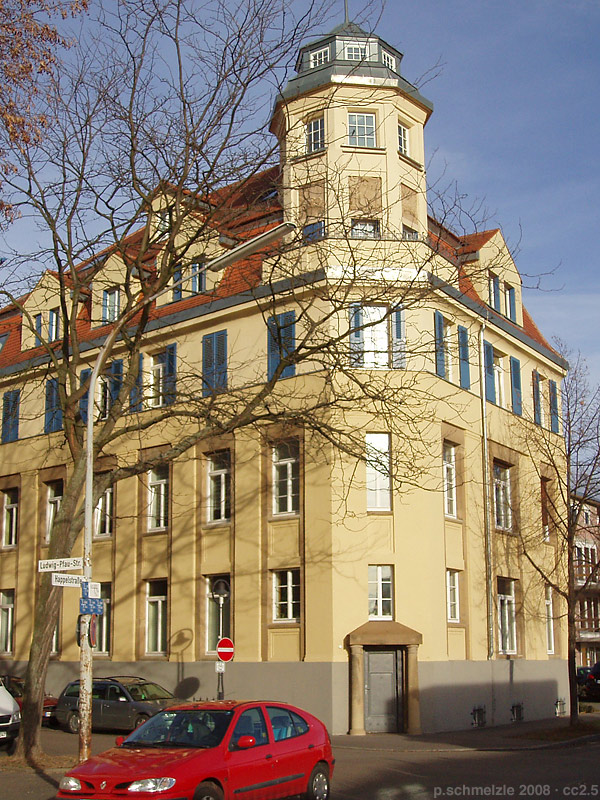
Das Haus Happelstraße 59

Otto & Kaiser war ein Nahrungsmittelhersteller in Heilbronn. Die Produktpalette umfasste Suppenerzeugnisse, Trockengemüse, Eiernudeln und Futtermittel.

## Geschichte
Die Heilbronner Nahrungsmittelfabriken Otto & Kaiser o.H.G., so die ursprüngliche Firmierung, wurde im Jahr 1900 von dem Apotheker Hermann Otto (* 14. September 1849 in Nürtingen; † 11. April 1932 in Heilbronn) und dem Kaufmann Karl Kaiser (1869–1933) gegründet. Kaiser war mit Hermann Ottos Tochter Else (1878–1957) verheiratet und hatte früher beim Heilbronner Nahrungsmittelunternehmen Knorr gearbeitet. Otto & Kaiser war in Heilbronn zunächst in der Werderstraße 160 und 162 sowie in der Pfaustraße 35 ansässig.
1902 gelang es Otto & Kaiser, durch Kampfpreise den Mitbewerber Knorr bei Nahrungsmittellieferungen an das deutsche Militär ganz auszustechen. Knorr legte in der Folge seine Produktkalkulation gegenüber der Militärführung offen. Untersuchungen der gelieferten Waren ergaben, dass Otto & Kaiser das geforderte Fleischextrakt in den Produkten ganz weggelassen und den Fettgehalt halbiert hatte. Daraufhin wurden Hermann Otto und Karl Kaiser im März 1904 wegen Betrugs zu achtmonatigen Gefängnisstrafen sowie wegen unlauteren Wettbewerbs zu Geldstrafen verurteilt. Außerdem bestätigte sich der Verdacht des Vorstandes von Knorr auf Industriespionage: Ein früherer Knorr-Ingenieur hatte Unterlagen und Pläne an Otto & Kaiser weitergegeben. Daher mussten sie ein entwendetes Rezeptbuch an Knorr zurückgeben und Schadenersatz leisten.
1908 zog sich Hermann Otto aus der Geschäftsleitung zurück, nachdem kurz vorher sein Sohn Hermann Hans Eberhard Otto (* 9. April 1886; † 24. Juli 1927 in Landshut) in das Unternehmen eingetreten war. 1910 hatte Otto & Kaiser ca. 130 Mitarbeiter. 1915 zog das  Unternehmen in das neu errichtete Kaiser Otto Gebäude in der Happelstraße um.
Die Jahre des Ersten Weltkriegs waren zum einen von hoher Nachfrage nach Heeres- und Marineproviant, zum anderen von Zwangsbewirtschaftung und Mangel geprägt. Insbesondere fehlte es immer wieder an Rohstoffen, Kohle und Transportkapazitäten. So kam es bei Otto & Kaiser, wie bei vielen anderen deutschen Unternehmen, mehrmals zu Produktionsstillständen, zum Beispiel in der Zeit vom 1. September 1917 bis zum 1. Februar 1918. Dies sollte sich in den Nachkriegsjahren fortsetzen, auch im Geschäftsjahr 1920/21 stand der Betrieb aufgrund fehlender Rohstoffe längere Zeit still.
Unternehmenspolitisch brachte das Jahr 1918 größere Veränderungen: Die Kaiser-Otto AG,  Vereinigte Deutsche Nahrungsmittelfabriken wurde gegründet und mit einem Kapital von 4 Mio. Mark ausgestattet.  Diese übernahm die Otto & Kaiser Vereinigte Deutsche Nahrungsmittelfabriken. Die Kaiser-Otto AG war in Stuttgart und Mannheim an der Börse notiert. Außerdem beteiligte man sich 1918 an der Landshuter Bisquit- & Keksfabrik H.L. Klein AG (gegründet 1912), die in Landshuter Keks- und Nahrungsmittelfabrik AG umbenannt wurde. Damit wurde die Angebotspalette um Kekse, Waffeln und Zwieback erweitert. Diese Beteiligung wurde schrittweise erweitert, bereits im September 1925 trennte man sich jedoch von dieser Fabrik wieder. Außer dem Stammwerk in Heilbronn hatte die Kaiser-Otto AG ein Zweigwerk in Hameln, in dem Maccaroni- und Eierteigwaren hergestellt wurden, sowie Fabriken in Mannheim-Friedrichsfeld und in Miltitz in Sachsen. Außerdem baute man in Miltitz sowie auf den sächsischen Rittergütern Körtzschlitz und  Günthersdorff auf Pachtfeldern Gemüse und Gewürze an. Die Verwaltung des Unternehmens war im Laufe der 1920er Jahre nach Berlin verlegt worden. Dort arbeitete mit Karl Kaiser (1900–1986) ein gleichnamiger Sohn des Unternehmensgründers, der später in der Zeit des Nationalsozialismus als Widerstandskämpfer in der Kaiser/Riegraf-Gruppe aktiv sein sollte.

Aktie über 20 RM der Kaiser-Otto AG vom 1. April 1928

Die Geschäftsjahre 1925/1926 sowie 1926/1927 waren von Absatzschwierigkeiten gekennzeichnet, und man schloss mit Betriebsverlusten ab. Im Februar 1928 wurde das Aktienkapital im Verhältnis 5:1 zusammengelegt und anschließend wieder auf 600.000 RM erhöht. In der Bankenkrise im Juli 1931 ging mit der Evangelischen Zentralbank eine wichtige Geldgeberin der Kaiser-Otto AG unter, und mit der  Deutschen Verkehrsbank wurde eine weitere stark angeschlagen. Im Zuge der Weltwirtschaftskrise geriet die Kaiser-Otto AG in Schieflage und wurde im Oktober 1931 unter Zwangsverwaltung gestellt. Im Frühjahr 1932 schaffte es Karl Kaiser sen., die Heilbronner Fabrik der Kaiser-Otto AG nochmals in Gang zu setzen.  Er hatte „hierzu die Nahrungsmittelfabrik Kaiser und Co., G.m.b.H., Heilbronn gegründet und den Betrieb pachtweise vom Zwangsverwalter übernommen.“ Im Juli 1932 ging das Unternehmen dann doch in Konkurs. Das Heilbronner Grundstück und Fabrikgebäude wurde im Dezember 1932 im Rahmen der Zwangsversteigerung vom Lokalrivalen Knorr erworben, dessen eigenes Werksgelände sich unweit der Happelstraße befindet. Karl Kaiser sen. hatte noch versucht, Knorr von der Fortsetzung des Pachtverhältnisses zu überzeugen, konnte jedoch keine ausreichende Verhandlungsbasis oder Sicherheiten bieten. Daher scheiterten diese Verhandlungen, und der Betrieb wurde endgültig eingestellt.